# کوه مک‌نیلی (واشنگتن)
کوه مک‌نیلی (به انگلیسی: McNeeley Peak) یک کوه در کانادا است که در واشینگتن واقع شده‌است. کوه مک‌نیلی ۲٬۰۶۸٫۴ متر بالاتر از سطح دریا واقع شده‌است.